# Гын
Гын — река в России, протекает по территории Пинежского района Архангельской области и Удорского района Республики Коми. Устье реки находится в 4 км по левому берегу реки Пож. Длина реки — 22 км. Высота устья — 106 м над уровнем моря.

## Данные водного реестра
По данным государственного водного реестра России относится к Двинско-Печорскому бассейновому округу, водохозяйственный участок реки — Мезень от истока до водомерного поста у деревни Малонисогорская. Речной бассейн реки — Мезень.